# La Poly Normande 2008
La Poly Normande 2008, ventottesima edizione della corsa e valida come evento dell'UCI Europe Tour 2008 categoria 1.1, si svolse il 3 agosto 2008 su un percorso totale di 157 km. Fu vinta dal francese Arnaud Gérard che terminò la gara in 3h45'26", alla media di 41,78 km/h.
Al traguardo 86 ciclisti portarono a termine il percorso.

## Ordine d'arrivo (Top 10)
| Pos. | Corridore        | Squadra       | Tempo    |
| ---- | ---------------- | ------------- | -------- |
| 1    | Arnaud Gérard    | F. des Jeux   | 3h45'26" |
| 2    | Jérôme Pineau    | Bouygues Tél. | s.t.     |
| 3    | Sandy Casar      | F. des Jeux   | a 9"     |
| 4    | Mickaël Buffaz   | Cofidis       | s.t.     |
| 5    | Maksim Gurov     | A-Style Somn  | s.t.     |
| 6    | Lloyd Mondory    | AG2R La Mon.  | s.t.     |
| 7    | Nicolas Hartmann | Cofidis       | a 13"    |
| 8    | Freddy Bichot    | Agritubel     | a 14"    |
| 9    | Yann Pivois      | Bretagne      | a 16"    |
| 10   | David Le Lay     | Agritubel     | a 1'12"  |